# IPA (ファイルフォーマット)
IPA（英: iOS Application Archive、アイオスアプリケーションアーカイブ、アイピーエー）とは、 iOS、iPadOS上とM1 チップ等のApple Siliconチップを搭載したMacで動作するアプリケーションを含むアーカイブファイルの一種である。IPAファイルはARMアーキテクチャ向けのバイナリを格納しており、Apple Siliconを搭載するiOS、iPadOS、macOSデバイスにインストールすることが可能となっている。
IPAファイルにはx86アーキテクチャ向けのバイナリが含まれていないため、ほとんどの場合iPhone Simulatorにインストールすることはできず、Xcode SDK固有のプロジェクトファイルが必要となる。ただし、一部のシンプルなIPAファイルは、解凍して生成されるPayloadフォルダに含まれるアプリケーションの実行ファイルをコピーすることでiPhone Simulator上でも開くことが可能である。

## 未署名のIPAファイル
未署名のIPAファイルは、アプリケーションの実行ファイルを含むXcode SDKのProductsフォルダをコピーし、Payloadフォルダにリネームしたあとzipで圧縮することで生成でき、iOS jailbrokenなどのサードパーティーOS上でインストールして実行することができる。また、未署名のIPAファイルはしばしば著作権侵害の疑いのあるアプリ、 改造アプリ、jailbreak(脱獄)、目的で使用され、一般的にはAltStoreというアプリを介して利用される。

## IPAファイルの構造
IPAファイルは、アプリケーションの情報をiTunesやApp Storeに認識させるための構造をもつ。以下に構造の一例を示す。
```
/Payload/
/Payload/Application.app
/iTunesArtwork
/iTunesArtwork@2x
/iTunesMetadata.plist
/WatchKitSupport/WK

```

上に示したPayloadフォルダはアプリケーションの全てのデータを含んでいる。 iTunesArtworkフォルダにはiTunes、App Store、iOSデバイス上で表示されるアプリケーションのアイコンとして使用される512×512ピクセルのPNG画像が含まれている。iTunesMetadata.plistにはアプリの名前、開発者の名前とID、バンドルの識別子、著作権情報、ジャンル、リリース日、アプリケーション内の購入情報などが含まれている。